# زامتنس
زامتنس (به آلمانی: Samtens) یک شهر در آلمان است که در فرپومرن-روگن واقع شده‌است. زامتنس ۲٬۰۸۷ نفر جمعیت دارد.